# 颱風電母 (2004年)
颱風電母（英語：Typhoon Dianmu，國際編號：0406，聯合颱風警報中心：09W，菲律賓大氣地球物理和天文管理局：Helen）為2004年太平洋颱風季第六個被命名的風暴。「電母」一名由中國提供，是負責掌管雷電的電之母。

## 發展經過
此風暴於6月11日在雅蒲島東南偏南349公里處形成。6月13日14時，聯合颱風警報中心開始為這風暴發出警報。同日20時，日本氣象廳將其升格為熱帶風暴。電母此時移動較慢，大致向偏北移動。
其後電母增強迅速，6月15日2時增強為一級颱風，並在6月16日2時增強為五級超級颱風。
其後電母增強速度減慢，並在6月16日8時達到顛峰，中心氣壓915hPa，十分鐘平均風力100kts，一分鐘平均風力155kts。顛峰強度維持至6月17日14時。
電母在6月17日減弱為四級颱風，並以稍為偏西的路徑推進，形成一雙風眼，進行風眼置換過程。6月18日20時風眼置換完成，重新增強至JTWC分級下的超級颱風，中心氣壓925hPa，十分鐘平均風力95kts，一分鐘平均風力130kts。
6月19日，電母以偏北的方向加速前進，迫近琉球群島並減弱為二級颱風。6月20日，電母減弱為一級颱風並向東北推進。
電母於6月21日8時30分登陸日本高知縣室戶市並減弱為強烈熱帶風暴，其後於12時登陸日本兵庫縣明石市。同日晚上減弱為熱帶風暴，並轉化為溫帶氣旋。

## 影響

### 日本
| 排名 | 熱帶氣旋 | 名稱（英文） | 登陸時間（UTC+8）      | 登陸地點           |
| ---- | -------- | ------------ | ---------------------- | ------------------ |
| 1    | 黛瑪     | Thelma       | 1956年4月25日 6時30分  | 鹿兒島縣大隅半島   |
| 2    | 艾米     | Amy          | 1965年5月27日 11時     | 千葉縣房總半島     |
| 3    | 蓮花     | Linfa        | 2003年5月31日 5時30分  | 愛媛縣宇和島市附近 |
| 4    | 朱迪     | Judy         | 1953年6月7日 8時       | 熊本縣八代市附近   |
| 5    | 康森     | Conson       | 2004年6月11日15時      | 高知縣室戶市附近   |
| 6    | 羅斯     | Rose         | 1963年6月13日 21時     | 高知縣宿毛市附近   |
| 7    | 古超     | Guchol       | 2012年6月19日 16時     | 和歌山縣南部       |
| 8    | 奧蓓     | Opal         | 1997年6月20日 10時30分 | 愛知縣豐橋市附近   |
| 9    | 寶麗     | Polly        | 1978年6月20日 17時     | 長崎縣西彼杵半島   |
| 10   | 電母     | Dianmu       | 2004年6月21日 8時30分  | 高知縣室戶市附近   |

颱風電母於6月21日8時30分登陸日本高知縣室戶市，並為西日本帶來豪雨。在靜岡縣，有兩名大學生在海邊烤肉時不慎被海浪沖走。另外，沖繩島有一名男子在沖繩戲水的時候失蹤。受到颱風電母影響，日本航空交通大亂，幾十架班機停飛，火車和渡輪也有多班需要取消。四國島上1,000多戶斷電，50戶人家撤離住所。電母吹襲其間，日本氣象廳網站一度擠塞，尖峰時段上網人數高達20萬人次。

#### 實測紀錄

##### 最大風速
- 室戶岬：43.7m/s（158km/h）
- 南大東島：28.6m/s（103km/h）

##### 最大瞬間陣風
- 室戶岬：57.1m/s（206km/h）
- 南大東島：48.7m/s（175km/h）

## 外部連結
- . 國立情報學研究所. （英文）